# Phoenicoprocta haemorrhoidalis
Phoenicoprocta haemorrhoidalis är en fjärilsart som beskrevs av Fabricius 1775. Phoenicoprocta haemorrhoidalis ingår i släktet Phoenicoprocta och familjen björnspinnare. Inga underarter finns listade i Catalogue of Life.